# اشن
اشن، اشن روستایی کوهستانی از توابع بخش مهردشت شهرستان نجف‌آباد در استان اصفهان ایران است.

## جمعیت
براساس آمار به دست آمده از سرشماری مرکز آمار ایران در سال ۱۳۹۰، ۵۴۳۹ نفر (۱۷۳۳ خانوار) ساکن این روستا بوده‌اند.

## تاریخچه
اشن از روستاهای بسیار قدیمی کشور می‌باشد، به گونه‌ای که قدمت آن را به قبل از صفویه نسبت می‌دهند.اشن با مهاجرت عده از لر های بختیاری تیره گشول از فریدن شکل گرفت و پس از آن مردم روستای همسایه آن به نام میرزاحسام در آن اذغام شدند.بنا بر نقلی کلمه اشن با توجه به گویش لری مردم روستا از دو بخش اَو+شن به معنای آب جاری بر شن گرفته و سپس به اَشَن تغییر یافته است.
اشن در  ۱۰۰ کیلومتری غرب اصفهان دریک منطقه کوهستانی و خوش آب و هوا واقع شده‌است. روستای اشن از جنوب به داران و دامنه و از شرق به شهر دهق و روستای گلدره و از شمال به روستای دماب و از غرب به گلپایگان و روستای رحمت آباد ارتباط دارد. اشن در گذشته دارای ۳ قلعه بزرگ بوده‌است که در دههٔ ۸۰ همراه با توسعه روستا و عدم نظارت سازمان میراث فرهنگی این قلعه‌ها تخریب گردیدند. از آثار به جا مانده تاریخی، می‌توان عمارت ناظم و حمام تاریخی اشن را نام برد.

## موقعیت جغرافیایی
دارای آب و هوای سرد و معتدل می‌باشد و دارای تابستان‌های خنک و زمستان‌های سرد و برفی می‌باشدو این دهستان در دامنهٔ کوه بنا شده‌است و تقریباً آب و هوای کوهپایه‌ای زاگرس را دارا می‌باشد یکی از بزرگ‌ترین روستاهای منطقهٔ مهردشت، اَشن است که فاصلهٔ آن تا دهق
۳۰ کیلومتر و تا اصفهان ۱۲۰ کیلومتر است. این روستا در ۳۳ درجه و ۵ دقیقهٔ عرض جغرافیایی و ۵۰
درجه و ۴۱ دقیقهٔ طول جغرافیایی قرار دارد؛ و ارتفاع آن از سطح دریا ۲۲۰۰ متر است. این روستا از طرف جنوب به منطقهٔ فریدن و دامنه، از طرف جنوب شرقی به روستای گلدره، از طرف شمال غربی به رحمت آباد، و از طرف شمال شرق به دُماب محدود است.

## مردم
تبار مردم روستای‌اشن از شاخه چهارلنگ ایل بختیاری از مردم و تبار لر هست. مردم این روستا در گذشته به گویش بختیاری از زبان لری تکلم میکردند.امروزه هم لغات و اصطلاحات گویش بختیاری در زبان مردم روستا فراوان هست . 

### جمعیت
| عنوان       | کل   | با سواد | بی سواد |
| کل جمعیت    | ۷۷۳۷ | ۲۰۵۷    | ۴۳۴     |
| جمعیت زنان  | ۴۲۳۶ | ۸۹۹     | ۲۵۹     |
| جمعیت مردان | ۳۵۰۱ | ۱۱۵۸    | ۱۷۵     |

### پیشه
پیشه اغلب مردم اشن در گذشته کشاورزی (مخصوصاً بادام و انگور) و گرفتن شیره انگور بوده‌است و تعاملاتی با شهرستان‌های بزرگ نیز داشته‌اند. پس از خشکسالی‌های دههٔ ۸۰ بیشتر کشاورزان اشن به پرورش زنبور داری و تولید عسل روی آوردند.

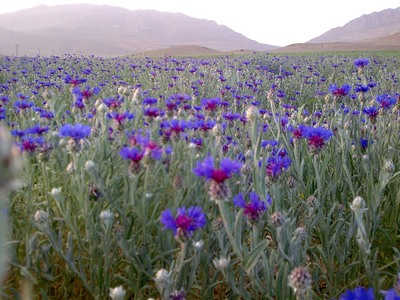
گلستان‌های مخصوص زنبورداری روستای اشن
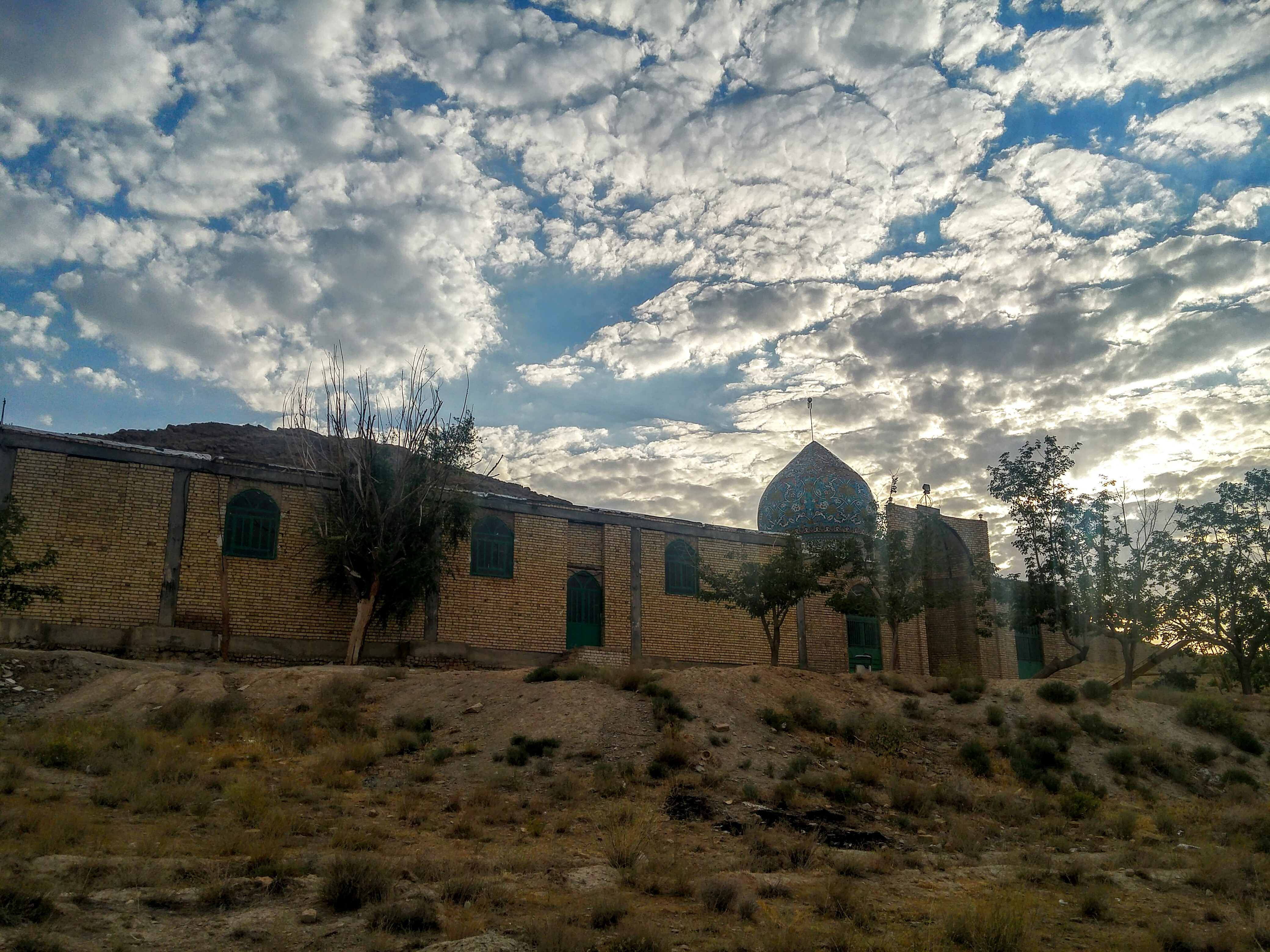
امام زاده باباپرنده - ۱۳۹۵
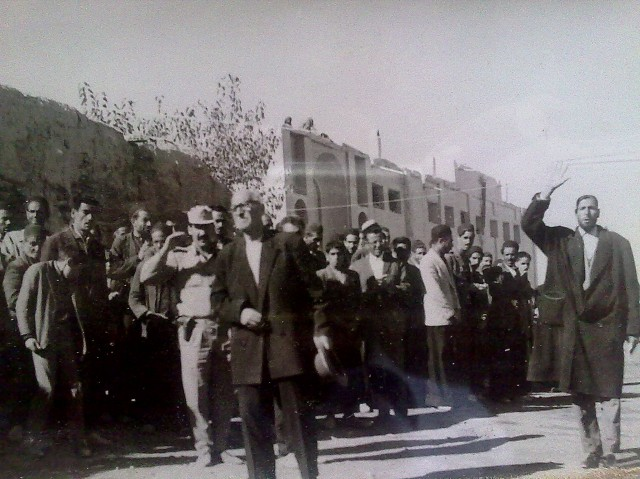
عکس تاریخی از روستای اشن (ناظم خان)
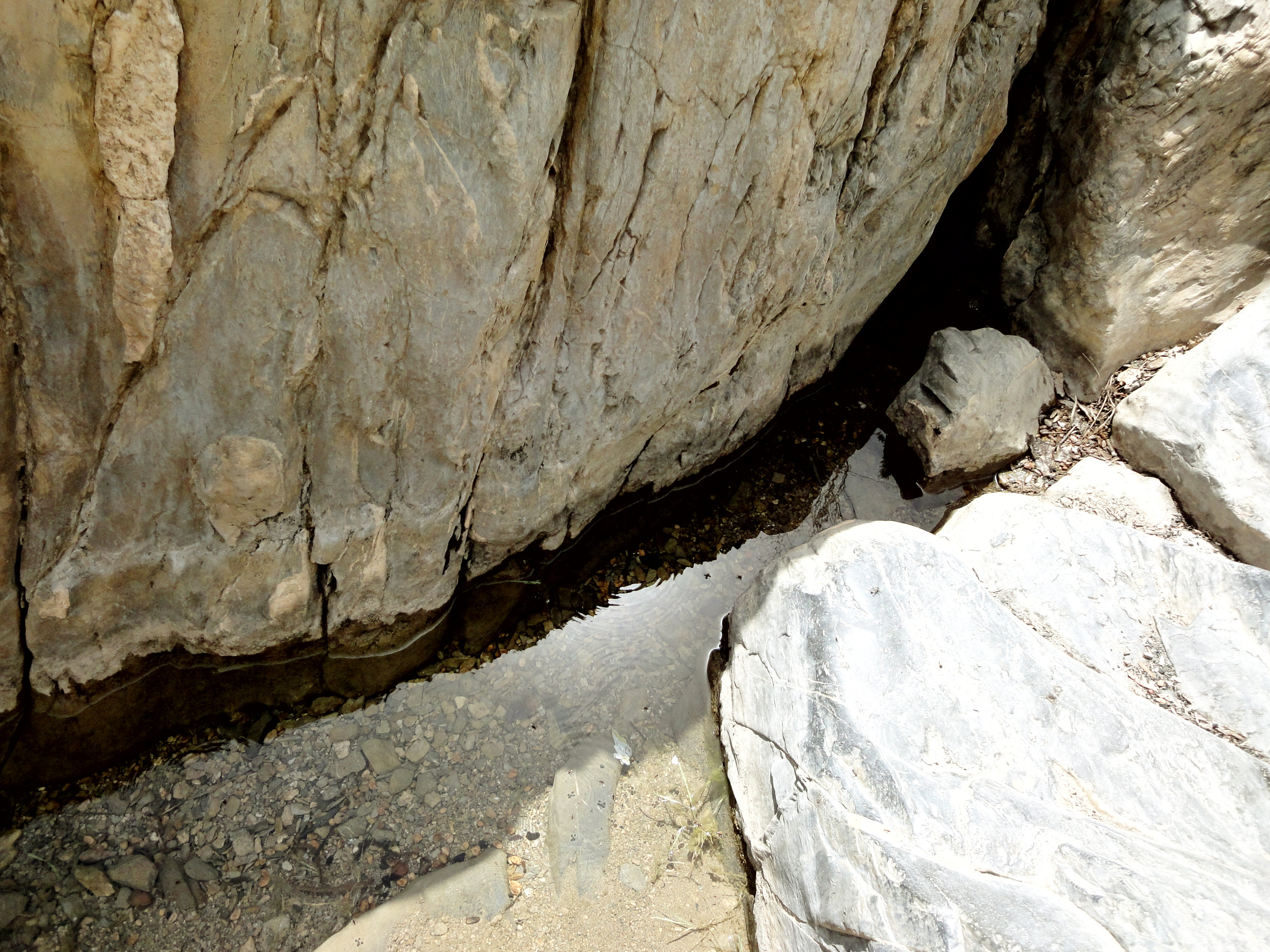
چشمه زیبای آبچنار اشن
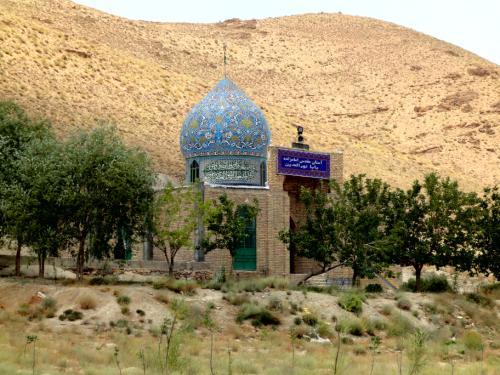
بقعه بابا پرنده یا بابا نورالدین روستای اشن
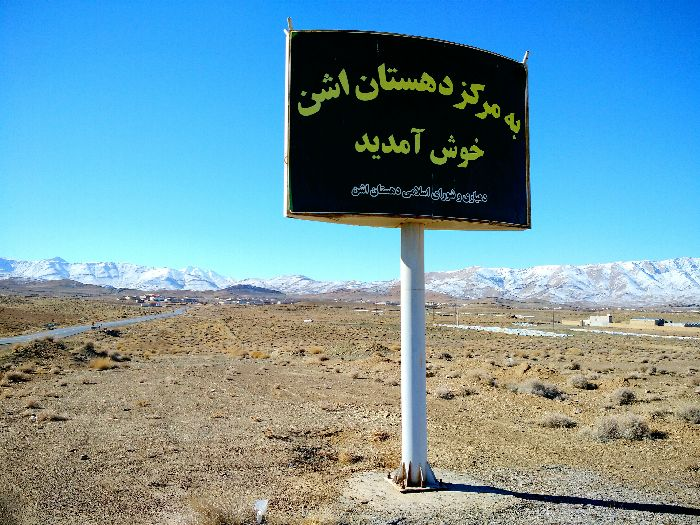
تابلوی ورودی روستای اشن
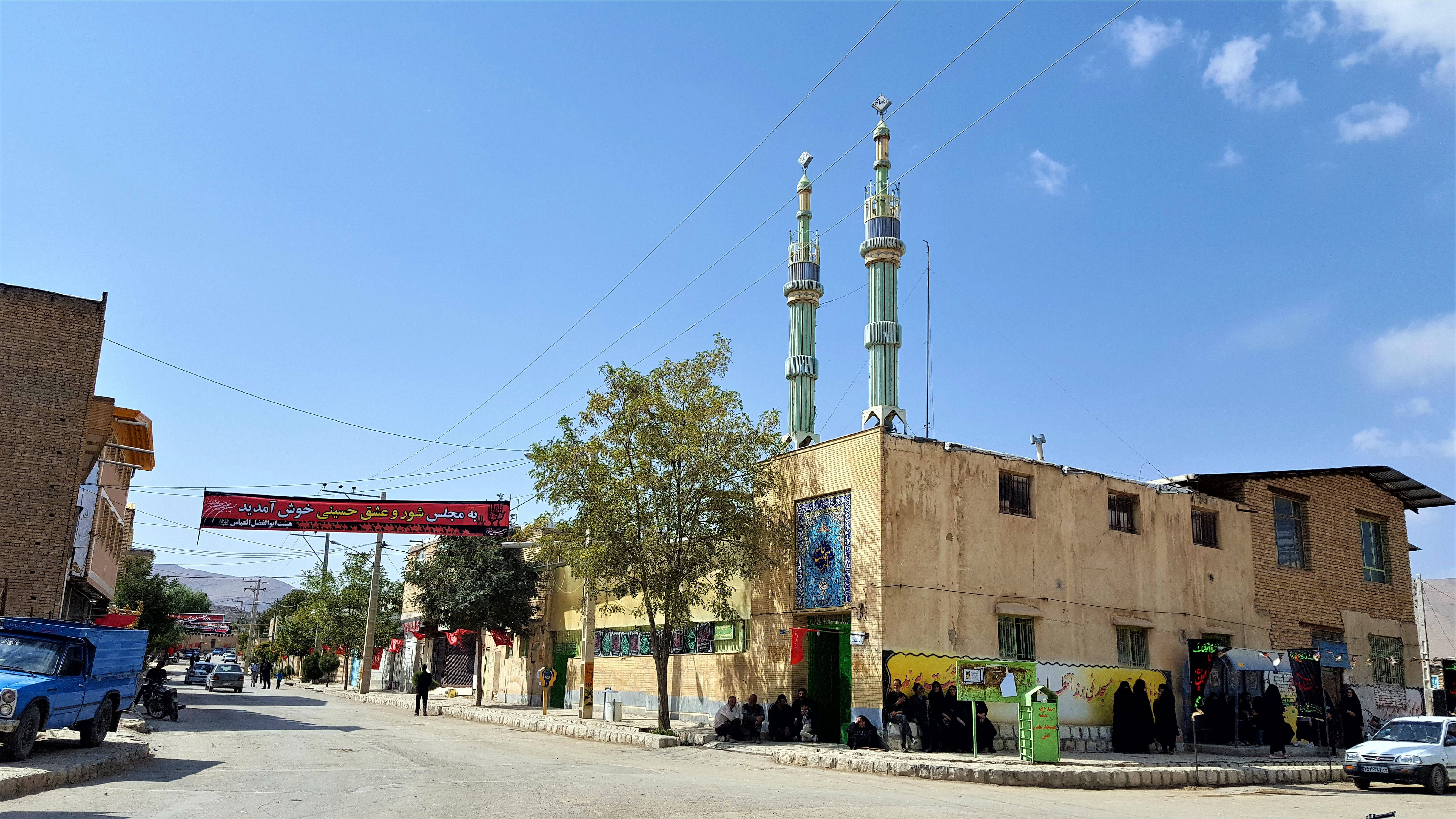
مسجد جامع اشن
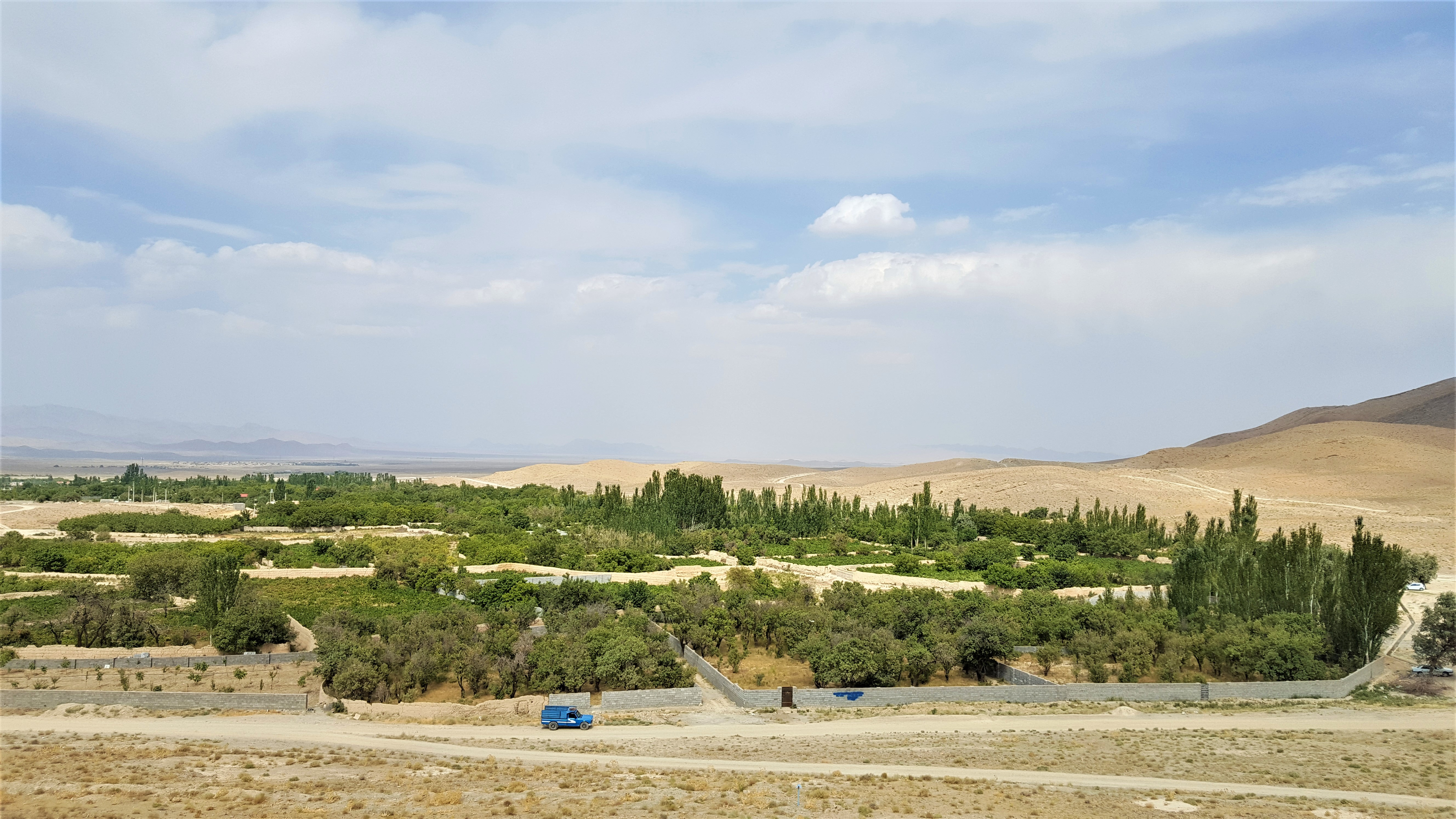
روستای زیبای اشن
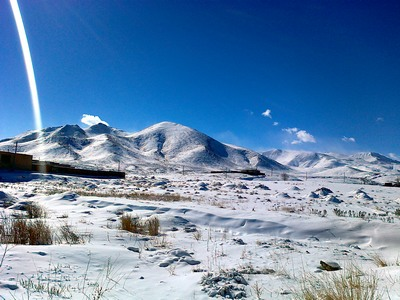
روستای اشن در زمستان
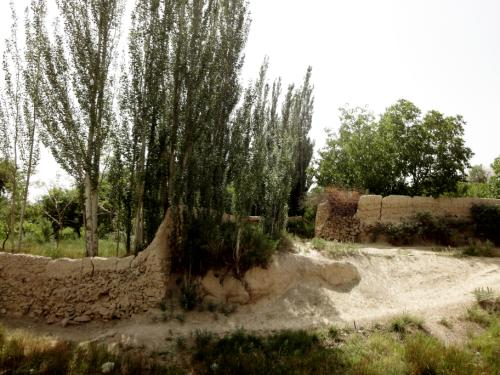
روستای اشن در تابستان
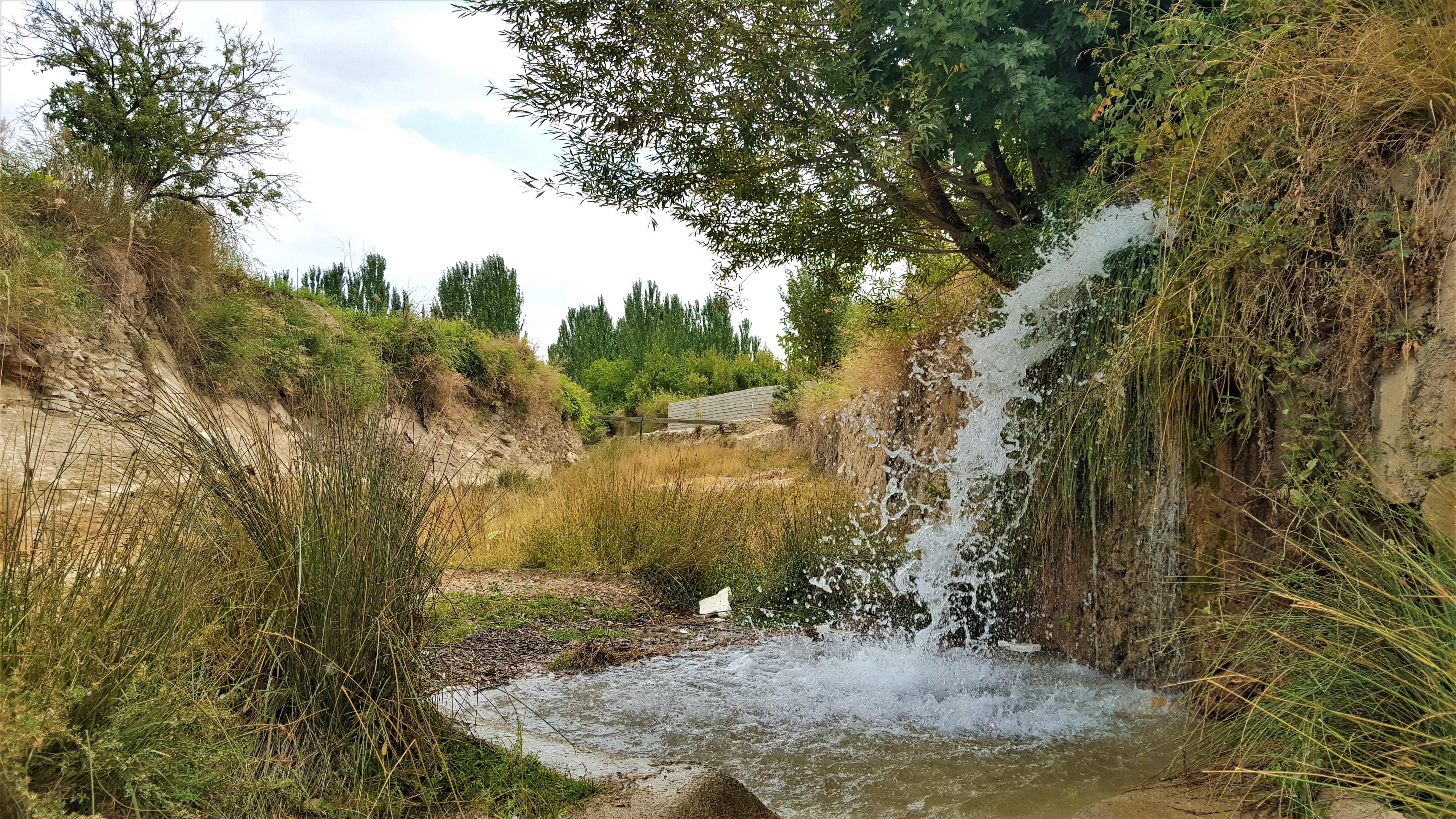
طبیعت زیبای آبچنار
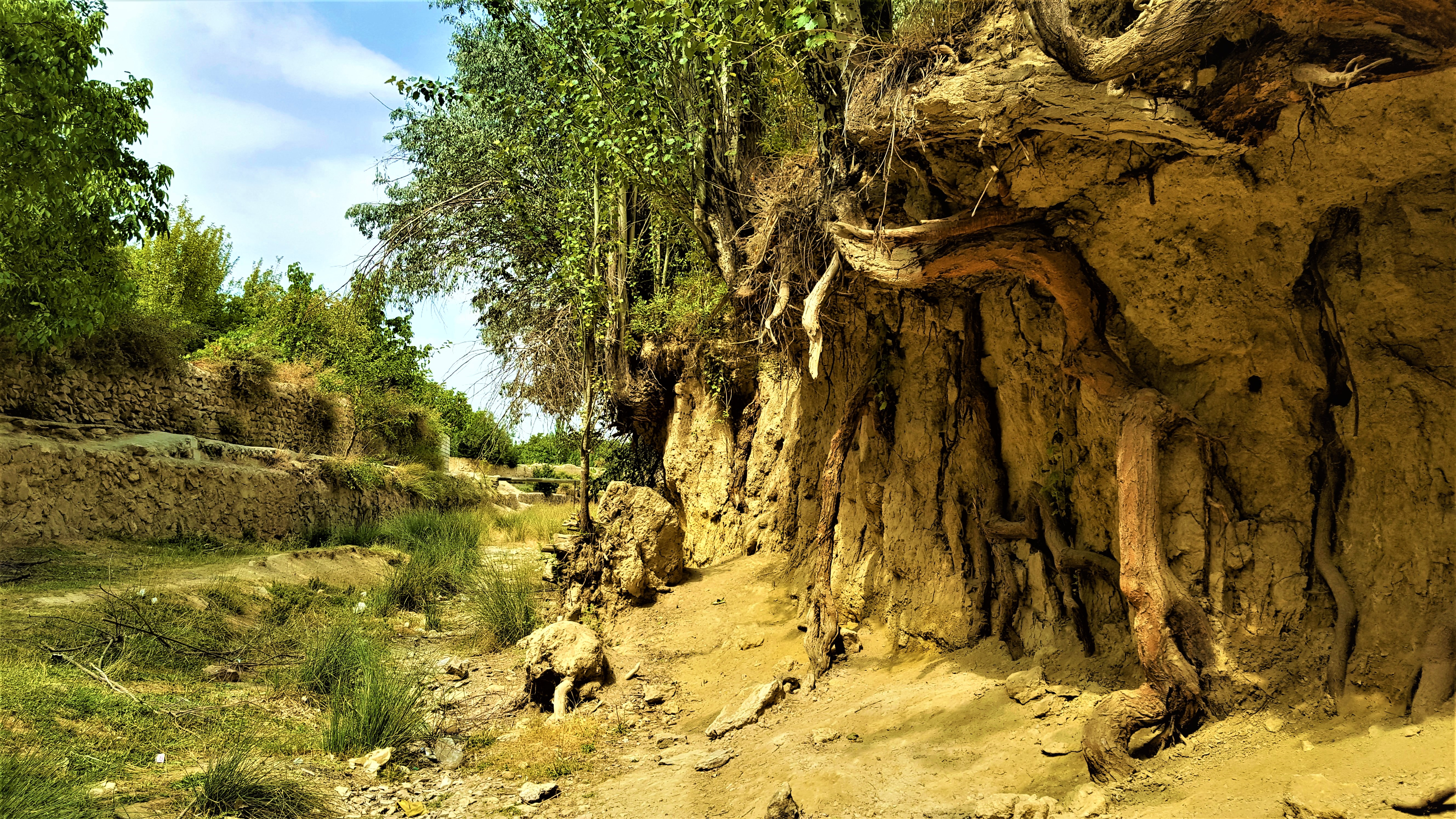
آبچنار
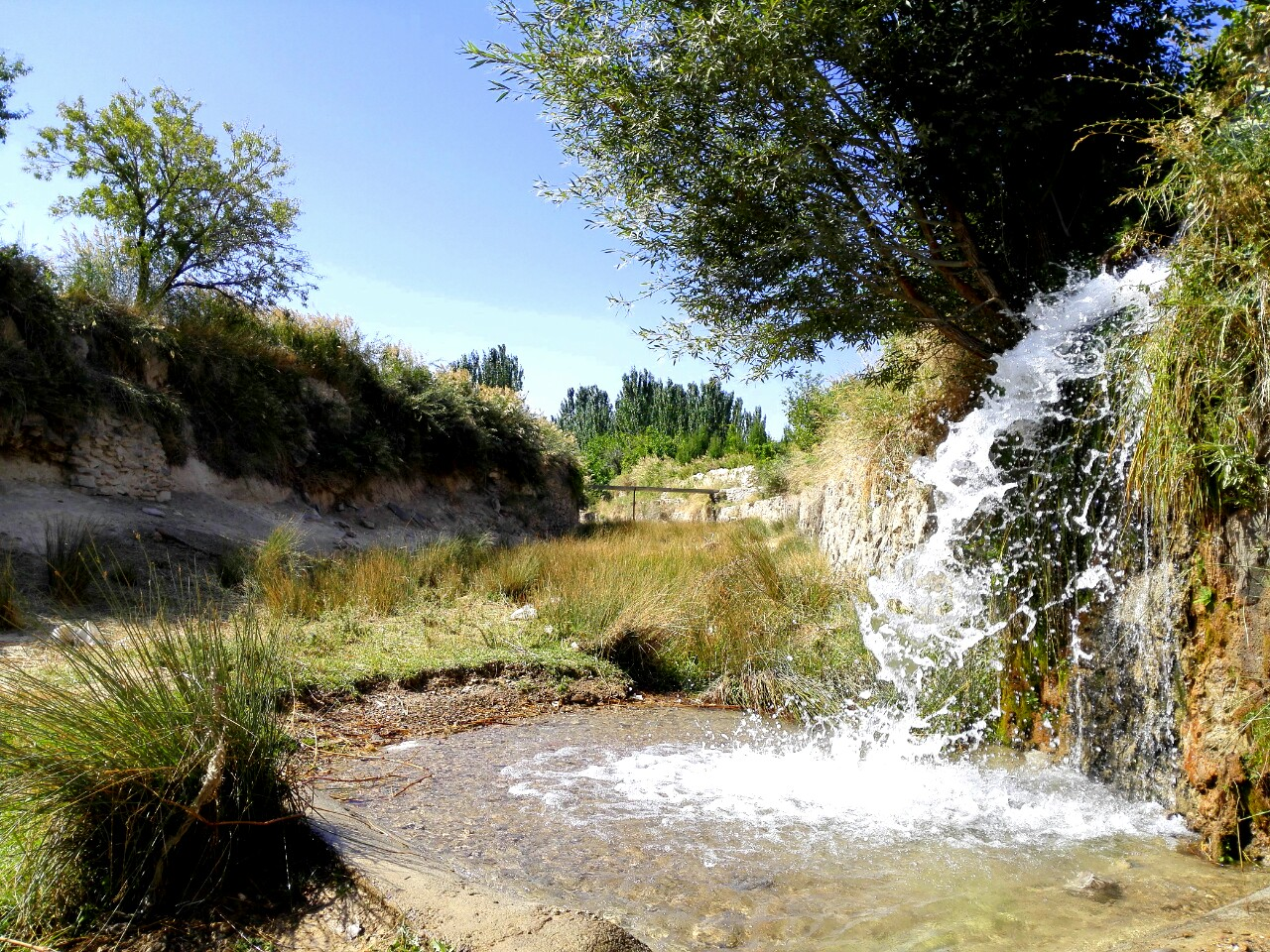
آبچنار از مناطق دیدنی روستای اشن
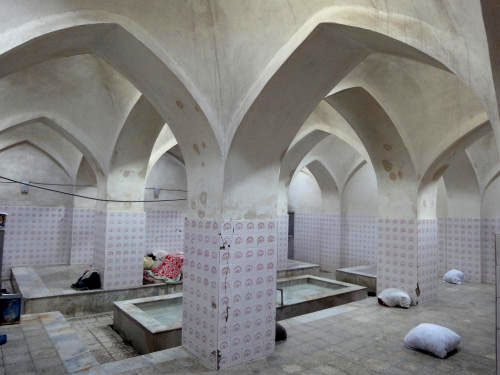
حمام قدیمی و تاریخی روستای اشن